# 陳怡蓉
陳怡蓉（タミー・チェン、1979年3月13日 - ）は台湾の女優。輔仁大学卒業。かつて英語名はTammy Chenだったが、現在はTimimi Chenと改名している。しかし通称としては今もTammy Chenの名前が主に使われている。

## プロフィール
- 身長 - 160 cm
- 体重 - 45 kg
- 血液型 - O型
- 星座 - 魚座
- 言語 - 中国語・英語

## エピソード
- コンテストに参加する友人に付き添って会場を訪れた際、友人は落選したものの本人が芸能関係者の目に止まったのがデビューのきっかけとされる。（一部の資料にあるドラマ「ラベンダー」のヒロイン募集に合格して芸能界入りしたという話は誤り）
- デビュー直後から大陸との縁が深く、四川大地震の際には当時の恋人ピーター・ホー（何潤東）とともに救援活動に参加している。しかしピーター・ホーとはその後破局している。
- 大学では服飾を専攻、自身がデザインした衣装で度々登場している。
- 2016年9月26日、整形外科医師の男性とタイで挙式した[1]。

## 出演

### 映画
- 凶魅（2008年）- 鍾麗心 役
- 愛到底（華山•24）（2009年）- 鴨子 役
- 寶島大爆走（2012年）- 梅姊 役
- 愛琳娜（2015年）- 陳愛琳 役

### ドラマ
- ラベンダー（薫衣草）（2001年）- 梁以薫 役
- 風雲（2001年）
- 星が輝く夜に（雪地裡的星星）（2002年）- 陳怡蓉 役
- 台北有多遠（2003年）- 蘇家怡 役
- 少年四大名捕（2003年）- 花代珍 役
- 原味の夏天（原味的夏天）（2003年）- 葉浮 役
- 星願（2004年）- 夏子星 役
- 風雲II（2004年）- 紫凝 役
- 中華英雄（2004年）
- 金茂祥（2004年）- 楊丹萍 役
- 愛上天使（2005年）- 安琪 役
- 又見橘花香（2005年）- 向海薇 役
- 風の舞う場所（風中戦士）（2005年）
- ピンポン（乒乓）（2005年）- 丁霓 役
- 御前四寶（2005年）- 南宮紫霖 役
- 天下第一（2005年）- 雲蘿郡主 役
- 中華一番!（原作：小川悦司『中華一番!』）(2005年) - 蜜拉 役
- 君を守りたい（2005年）
- 寶島少女成功記（2006年）- 林柏英 役
- 天堂來的孩子（2006年）- 何海韻 役
- 老鼠愛大米（2006年）- 君君 役
- 游剣江湖（2006年）
- 光陰的故事（2008年）- 孫一美 役
- 君に恋した328日（第二回合我愛你）（2010年）- 陳妙如 役
- 美人心計〜一人の妃と二人の皇帝〜（2010年）- 李美人 役
- 画皮 千年の恋（2011年）- 陳佩蓉 役
- 向前走向愛走（2012年） - 曾愛行 役
- 愛啊哎呀,我願意（2012年） - 秦璦亞 役
- 南國有佳人（2012年） - 陳佳琳 役
- 台北ラブストーリー〜美しき過ち（罪美麗）（2012年） - 祖賢 役
- 遇見幸福300天（2013年） - 陳雅婷 役
- 飛越·龍門客棧（2013年） - 金湘玉 役
- 紫釵奇緣（2013年） - 盧靖瀾 役
- 7個朋友（2014年） - 楊敏敏 役
- 哇!陳怡君（2015年） - 陳怡君 役
- 翻牆的記憶（2018年） - 林美華 役

### CM
- Non-no（2001年、台湾）
- 7-ELEVEN 和風焼鳥弁当
- 智冠科技

### PV
- 龍捲風（周杰倫）2001年
- 善男信女（蕭敬騰）2009年
- 回憶裡的瘋狂（光良）2013年